# زندگی جادوگران مایفر
زندگی جادوگران مایفر (انگلیسی: Lives of the Mayfair Witches) یک سه‌گانه از رمان‌های ترسناک فانتزی فراطبیعی توسط رمان‌نویس رایس آمریکایی است.